# Bražec (Náchod)

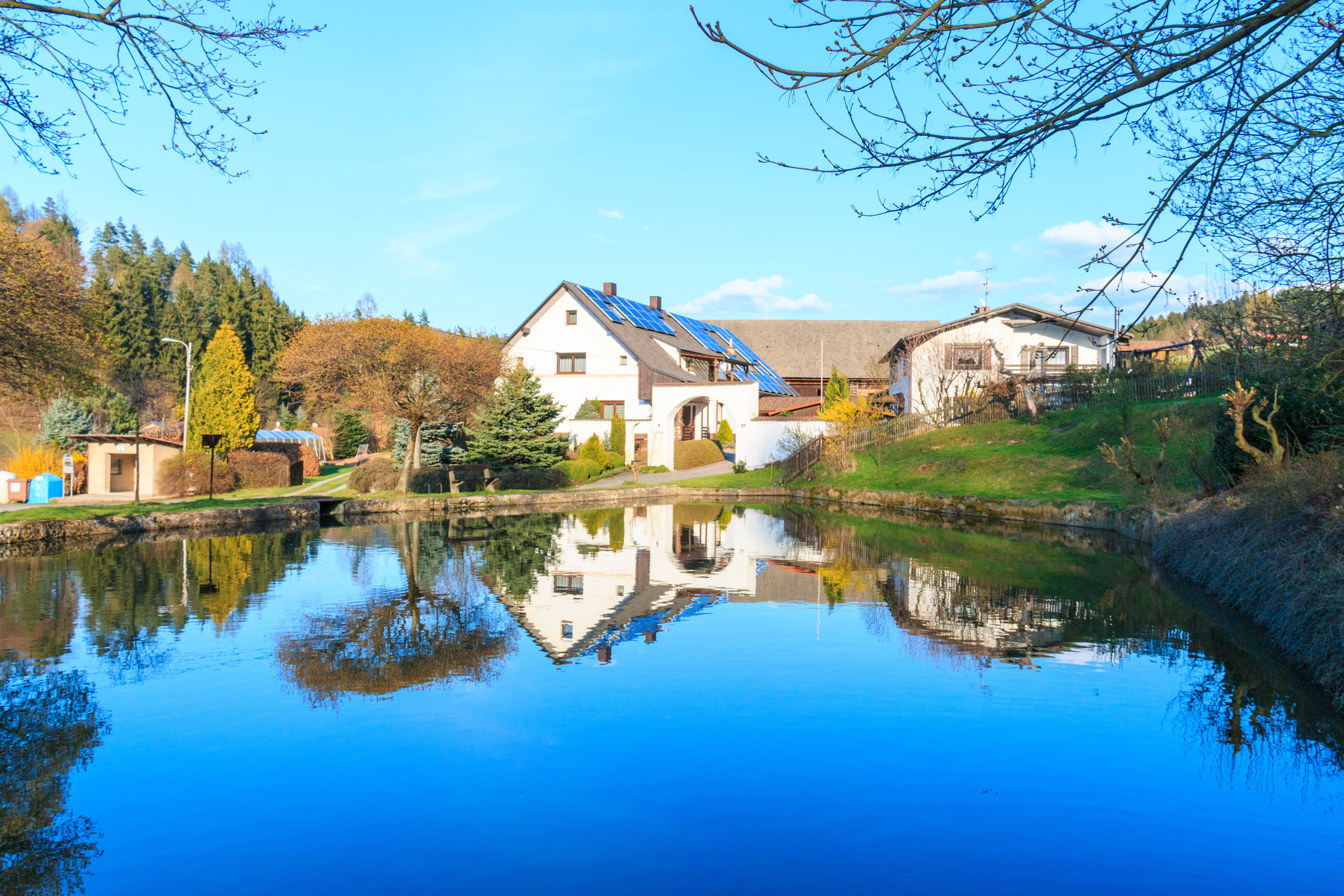
Dorfteich in Bražec

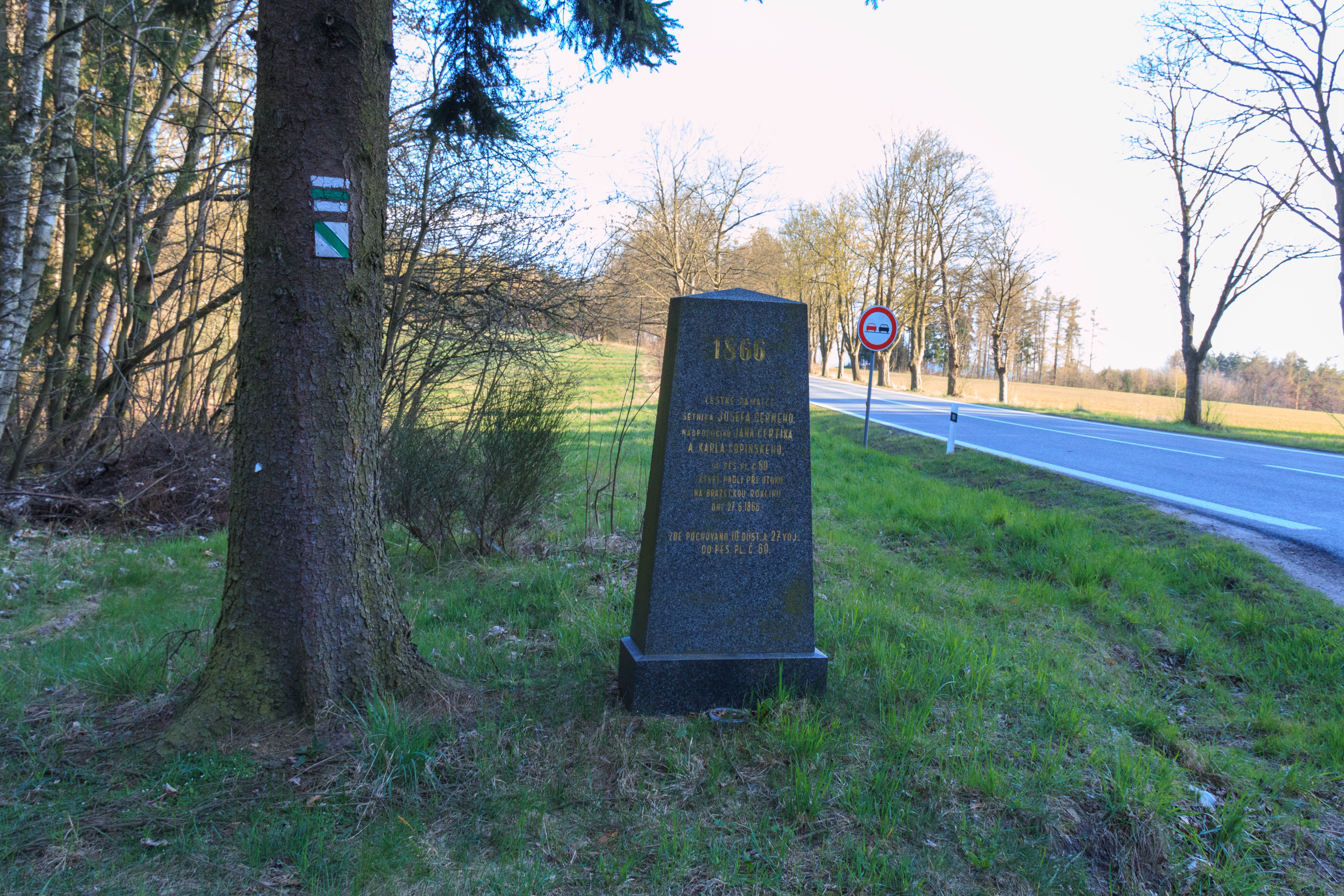
Denkmal für die Gefallenen der Schlacht bei Nachod 1866

Bražec (deutsch Braschetz) ist ein Ortsteil der Stadt Náchod in Tschechien. Es liegt in den Ausläufern des Adlergebirgsvorlandes.

## Geographie
Bražec liegt südwestlich von Náchod an beiden Ufern der Metuje (Mettau). Nachbarorte sind Staré Město (Altstadt) im Norden, Lipi (Lip) und Jizbice (Jisbitz) im Osten, Peklo (Höllengrund) und Přibyslav (Prenzlau) im Südosten, Provodov und Šonov im Südwesten und Václavice (Wenzelsberg) im Westen. Ebenfalls im Westen liegt der Branka-Pass, über den ein uralter Landespfad verlief, der von Prag über Náchod und den Hummelpass durch den Glatzer Kessel zur böhmischen Grenzburg Glatz (Kladsko) und weiter nach Schlesien führte.

## Geschichte
Es ist nicht bekannt, wann Bražec gegründet wurde. Bereits 1415 ist es in einem Verzeichnis enthalten, das die Besitzungen der Herrschaft Nachod auflistet, die damals dem Boček II. von Podiebrad gehörte. Eingepfarrt war es zur Pfarrkirche St. Laurentius in Náchod. 1432 verkaufte Jan Baštín z Porostlé, der ein Heerführer des Jan Žižka war und von dem nicht bekannt ist, wie er an die Herrschaft Nachod gelangte, eine Mühle in Bražec am linken Ufer der Mettau. Im 17. Jahrhundert besuchten die Kinder aus Bražec und den anderen eingepfarrten Orten die Pfarrschule in Nachod. Nach dem von David Antonín Nývlt 1738/39 erstellten Urbar wurden in Bražec und dem benachbarten Staré Město damals 22 Gebäude gezählt. 1836 bestand Bražec aus 72 Einwohnern, die in 13 Häusern wohnten sowie einer Mühle. Während der Schlacht bei Nachod 1866 suchten die Bewohner von Nachod Zuflucht in den Wäldern um Bražec.
Nach der Ablösung der Patrimonialherrschaften wurde Bražec eine selbständige Gemeinde, die ab 1850 zum Bezirk Neustadt an der Mettau gehörte. Zu einem bedeutenden wirtschaftlichen Aufschwung kam es, nachdem der Textilindustrielle Josef Bartoň-Dobenín am linken Ufer der Mettau im Katastergebiet von Staré Město und Bražec mehrere Grundstücke erwarb. Dort nahm er 1885 eine moderne Weberei in Betrieb, die in den nachfolgenden Jahrzehnten von seinen Söhnen Josef und Cyril umfangreich erweitert wurde. Durch die Zunahme der Arbeitsplätze stieg die Zahl der Bražecer Einwohner von 133 im Jahr 1880 auf 216 Einwohner im Jahr 1910. 1899 wurde Bražec dem neu gebildeten Bezirk Náchod eingegliedert.
Nach der Machtübernahme durch die Kommunisten 1948 und der Enteignung der Familie Bartoň wurde das Bražecer Textilunternehmen verstaatlicht und dem neu geschaffenen Großunternehmen „Tepna“ eingegliedert. Nachfolgend kam es zu weiteren Repressalien durch den örtlichen Nationalausschuss (MNV) und den Nationalausschuss (ONV), u. a. gegen Landwirte, die nicht bereit waren, ihre Grundstücke, landwirtschaftliche Geräte und Tiere in die JZD zu überführen. 1956 wurde der Bražecer Landwirt Antonín Kopáček enteignet und genötigt, innerhalb von fünf Tagen mit seiner Familie auf einen Hof nach Heřmanice unter Zurücklassung der gesamten privaten und landwirtschaftlichen Einrichtung umzuziehen. Das Textilunternehmen wurde nach der Samtenen Revolution 1992 der Familie Bartoň restituiert.

## Sehenswürdigkeiten
- Denkmal für die Gefallenen der Schlacht bei Nachod 1866 an der Kreuzung nach Bražec